# Eczacıbaşı Holding
Die Eczacıbaşı Holding A.Ş. ist ein international bekannter türkischer Produzent von Arzneimitteln, Baukeramik und Körperpflegemitteln. Sitz des im Jahre 1942 von Nejat Ferit Eczacıbaşı gegründeten Unternehmens ist Istanbul.

## Marken und Produktionsbetriebe
In Deutschland führt das Unternehmen u. a. die Marken VitrA, Engers Keramik und burgbad. Bereits vor der Übernahme von Engers 2006 bediente Eczacıbaşı ca. 13 Prozent des deutschen Fliesenmarktes, inzwischen sind es knapp 20 Prozent.
Die V & B Fliesen GmbH wurde zum 1. Juli 2007 von Villeroy & Boch mit einem Anteil von 51 Prozent übernommen. Dieser Anteil wurde in den Folgejahren ausgebaut.
Eczacibasi ist einer der größten Fliesenhersteller in Deutschland. Im Bereich Sanitärkeramik ist das Unternehmen mit 6,2 Millionen Einheiten der sechstgrößte Hersteller der Welt.
Produktionsbetriebe werden in der Türkei (z. B. in Bozüyük) und mehreren europäischen Ländern unterhalten. In Deutschland wurden Fliesen bis Ende 2022 am Standort Merzig/Saarland produziert. Das Werk in La Ferté-Gaucher, Frankreich, wurde Ende 2019 geschlossen. Das Werk in Koblenz, in dem Fliesen der Marke ENGERS produziert wurden, sowie der Produktionsstandort in Mettlach (Mosaikfabrik) sind ebenfalls seit 2019 geschlossen.